# York-Sud (circonscription provinciale)
Circonscription électorale provinciale du Canada
York-Sud ((en) York South) est une ancienne circonscription provinciale de l'Ontario représentée à l'Assemblée législative de l'Ontario de 1926 à 1999.

## Historique
| Législature                                                                     | Années    | Député  | Député                    | Parti         |
| ------------------------------------------------------------------------------- | --------- | ------- | ------------------------- | ------------- |
| York-Sud Circonscription issue de York-Nord                                     |           |         |                           |               |
| 17e                                                                             | 1926-1929 |         | Leopold Macaulay (en)     | Conservateur  |
| 18e                                                                             | 1929-1934 |         | Leopold Macaulay (en)     | Conservateur  |
| 19e                                                                             | 1934-1937 |         | Leopold Macaulay (en)     | Conservateur  |
| 20e                                                                             | 1937-1943 |         | Leopold Macaulay (en)     | Conservateur  |
| 21e                                                                             | 1943-1945 |         | Ted Jolliffe              | CCF           |
| 22e                                                                             | 1945-1948 |         | Howard Julian Sale        | Conservateur  |
| 23e                                                                             | 1948-1951 |         | Ted Jolliffe (2)          | CCF           |
| 24e                                                                             | 1951-1955 |         | William George Beech (en) | Conservateur  |
| 25e                                                                             | 1955-1959 |         | Donald C. MacDonald       | CCF           |
| 26e                                                                             | 1959-1961 |         | Donald C. MacDonald       | CCF           |
| 26e                                                                             | 1961-1963 |         | Donald C. MacDonald       | Néo-démocrate |
| 27e                                                                             | 1963-1967 |         | Donald C. MacDonald       | Néo-démocrate |
| 28e                                                                             | 1967-1971 |         | Donald C. MacDonald       | Néo-démocrate |
| 29e                                                                             | 1971-1975 |         | Donald C. MacDonald       | Néo-démocrate |
| 30e                                                                             | 1975-1977 |         | Donald C. MacDonald       | Néo-démocrate |
| 31e                                                                             | 1977-1981 |         | Donald C. MacDonald       | Néo-démocrate |
| 32e                                                                             | 1981-1982 |         | Donald C. MacDonald       | Néo-démocrate |
| 32e                                                                             | 1982-1985 | Bob Rae |                           | Néo-démocrate |
| 33e                                                                             | 1985-1987 | Bob Rae |                           | Néo-démocrate |
| 34e                                                                             | 1987-1990 | Bob Rae |                           | Néo-démocrate |
| 35e                                                                             | 1990-1995 | Bob Rae |                           | Néo-démocrate |
| 36e                                                                             | 1995-1996 | Bob Rae |                           | Néo-démocrate |
| 36e                                                                             | 1996-1999 |         | Gerard Kennedy            | Libéral       |
| Circonscription dissoute parmi York-Sud—Weston, Parkdale—High Park et Davenport |           |         |                           |               |